# Delphine Coulin
 (décembre 2023).
Delphine Coulin, née en 1972 à Lorient, est une écrivaine et une réalisatrice française.

## Biographie
Avant de se consacrer à l’écriture et au cinéma, elle a travaillé pour la chaîne de télévision Arte, d'abord à l'Unité Fictions avec Pierre Chevalier, puis à l'Unité Documentaires avec Thierry Garrel où elle est notamment responsable des émissions Exhibition (première émission d’Arte sur l’art contemporain), Profil ou Comix, ou encore de films unitaires tels que « Zidane, un portrait du XXIème siècle » de Philippe Parreno et Douglas Gordon.
Les Traces, son premier roman, est publié en 2004 aux éditions Grasset. Une Seconde de plus, un recueil de nouvelles, paraît en 2006, avec un excellent accueil critique et public.
Samba pour la France, qui a reçu le prix Landerneau, a été adapté par Eric Toledano et Olivier Nakache sous le titre Samba.
Ses livres sont traduits dans une dizaine de langues.
Elle a coréalisé avec sa sœur Muriel Coulin trois longs-métrages. Dix-sept Filles, qui a reçu le prix du Meilleur premier film français de l'année au Festival de Deauville, Voir du pays, qui a reçu le Prix du Meilleur Scenario dans la section Un Certain Regard du Festival de Cannes, et Jouer avec le feu, sélectionné au Festival de Venise (Prix du Meilleur acteur pour Vincent Lindon et Prix de la Jeunesse, Leoncino d’Oro) et sorti en 2025.
Elle est membre du collectif 50/50 qui a pour but de promouvoir l’égalité des femmes et des hommes et la diversité dans le cinéma et l’audiovisuel,.

## Publications
- Les Traces, Paris, Éditions Grasset et Fasquelle, coll. « Littéraire », 2004, 262 p. (ISBN 978-2-246-67061-2)[5].
  - Prix littéraire ENS Cachan[6]
- Une seconde de plus : nouvelles, Paris, Éditions Grasset et Fasquelle, 2006, 175 p. (ISBN 978-2-246-71391-3).
  - Prix Renaissance de la nouvelle 2007[7].
- Les mille-vies, Paris, Éditions du Seuil, coll. « Cadre rouge », 2008, 156 p. (ISBN 978-2-02-098261-0)[8],[9].
- Samba pour la France, Paris, Éditions du Seuil, coll. « Cadre rouge », 2011, 305 p. (ISBN 978-2-02-102854-6). Points, 2014.
  - Prix Landernau 2011[10], Prix du roman métis des lycéens.
  - Adapté au cinéma sous le titre Samba, réalisé par Eric Toledano et Olivier Nakache
- Voir du pays, Paris, Éditions Grasset et Fasquelle, coll. « Martine Saada », 2013, 266 p. (ISBN 978-2-246-80863-3)[11].
- Une fille dans la jungle, Paris, Éditions Grasset et Fasquelle, coll. « Martine Saada », 2017, 240 p.  (ISBN 978-2-246-81434-4)
- Loin, à l'ouest. Paris. Editions Grasset & Fasquelle, 2021. 528 p.  (ISBN 978-2-246-82420-6)

## Filmographie

### Réalisatrice et scénariste (avec Muriel Coulin)

#### Courts métrage
- 2001 : Souffle (Prix du Syndicat français de la critique de cinéma du meilleur court métrage)[12]
- 2002 : Sens dessus dessous : Roue libre[13]
- 2002 : Germain
- 2009 : Seydou

#### Longs métrages
- 2011 : Dix-sept filles[14]

- 2016 : Voir du pays

- 2023 : Charlotte Salomon, la jeune fille et la vie
- 2024 : Jouer avec le feu

### Scénariste
- 2000-2003 : La Revue (série télévisée), 4 épisodes
- 2014 : Samba d'Olivier Nakache et Eric Toledano (avec Muriel Coulin, collaboration)